# Norops ophiolepis
Norops ophiolepis este o specie de șopârle din genul Norops, familia Polychrotidae, descrisă de Cope 1861. Conform Catalogue of Life specia Norops ophiolepis nu are subspecii cunoscute.